# Poblat ibèric de la Plana Basarda
El Poblat ibèric de la Plana Basarda és situat al municipi de Santa Cristina d'Aro (Vall d'Aro, Baix Empordà). Es tracta d'un poblat ibèric ben defensat, habitat entre els anys 350 i 50 aC, ubicat als primers contraforts de l'Ardenya des de la vall del Riudaura, a 298 m d'altitud. Té una extensió de 2 hectàrees.
Aquest poblat (oppidum) tenia un costat feble, així que s'hi va construir una muralla. Hi havia un carrer central, una cisterna d'aigua i unes trenta sitges subterrànies per guardar el gra.
Pels volts de l'any 50 aC, desembarcats els romans i formada la Tarraconense, els habitants es van anar romanitzant i van baixar a les planes, abandonant d'aquesta forma el poblat.